# Ali Ahmad Fallanie
Ali Ahmad Fallanie (* 10. Juni 1983) ist ein malaysischer Straßenradrennfahrer.
Ali Ahmad Fallanie fuhr 2005 bei dem malaysischen Continental Team Proton T-Bikes. In der Saison 2007 wurde er Etappendritter bei den Perlis Open. Im nächsten Jahr gewann er die erste Etappe des Kuala Lumpur Cycling Carnival und bei der Tour d’Indonesia war er bei dem letzten Teilstück erfolgreich. 2009 belegte Fallanie den siebten Platz in der Gesamtwertung der Perlis Open und bei den Südostasienspielen in Vientiane wurde er Vierter im Straßenrennen.

## Erfolge
2008
- eine Etappe Tour d’Indonesia

## Teams
- 2005 Proton T-Bikes Cycling Team